# Dödsätare
Dödsätare är en fiktiv sekt i böckerna och filmerna om Harry Potter. De stödjer den onde trollkarlen Lord Voldemort, som i förhistorien förlorar sina krafter på grund av Harry Potter. Under de tretton år som han är borta från makten, är Dödsätarna inaktiva, men sedan omorganiserar de sig igen. Deras fiender är bland andra Trolldomsministeriet, Fenixorden och Dumbledores Armé.

## Bakgrund

### Biografi
Under de tretton år som Voldemort var borta från makten, var Dödsätarna inaktiva, men numera har de börjat omorganisera sig igen. Dödsätarnas uppgifter är till exempel att kämpa mot Trolldomsministeriet och Fenixorden och att minska motståndet, från de som kämpar mot Voldemort, genom hot, kidnappning, dödande, utpressning och fysisk skada på deras familjer, speciellt deras barn. Efter att en Dödsätare gått med i sekten, har denne även accepterat fullständig lojalitet och lydnad intill döden. Vid misslyckanden att uppnå sina arbetsuppgifters mål, blir Dödsätarna bestraffade (oftast i form av tortyr eller döden).
Alla Dödsätare har fått Mörkrets Märke inbränt på vänster underarm (utom Fenrir Grårygg). Mörkrets Märke är Voldemorts symbol (en dödskalle med en orm som kommer ut genom dödskallens mun), och används för att samla Dödsätarna. Då Voldemort vidrör en Dödsätares märke, bränner de andras märke till, och de väntas genast anlända till honom. Dödsätarnas vanliga klädnad är en svart dräkt med huva och en vit dödskallemask, för att det inte skall gå att känna igen dem och för att vissa skall kunna ha kvar sina positioner som t.ex. jobb på Trolldomsministeriet.
Flera söner och döttrar till Dödsätare studerar på Hogwarts, bland annat Draco Malfoy, Vincent Crabbe och Gregory Goyle. Skolan har aldrig haft några politiska lojaliteter eller åsikter, även om rektorerna har haft det. Enligt J.K. Rowling finns det barn till Dödsätare i alla elevhemmen, även om det nästan enbart pratas om Dödsätare från Slytherin.

## Ideologi
Kort sagt, så söker dödsätarna upp och förstör för mugglarfödda trollkarlar, förstör mugglarvärlden, kontrollerar fullständigt trollkarlsvärlden och ger de renblodiga trollkarlarna mer makt. Dödsätarna visar stöd för de renblodigas arv eller de trollkarlarna som inte har några mugglarförfäder (ironiskt eftersom deras ledare, Lord Voldemort, själv är halvblod, för att hans far var mugglare). Det visar sig med till exempel Severus Snape, som är halvblod trots att få känner till det, och han kallade sig själv tidigare för "Halvblodsprinsen", eftersom hans far var Mugglare och hans mor hette Prince i efternamn. Ibland attackerar även dödsätarna renblodiga trollkarlar, som till exempel bröderna Prewett. De var renblodiga, men medlemmar av Fenixorden. J.K. Rowling har avslöjat att en mugglarfödd kan bli dödsätare i enstaka fall. Dödsätare anser även att den magiska världen bör sluta hållas hemlig för mugglare. Istället anser de att den makt som blivit dem tilldelad skall användas och att Magiker skall stå över mugglare. Ett av deras motton är "magic is might" ("magi är makt"). Detta motto står ingraverat i en stenstaty på trolldomsministeriet som i den sjunde boken blev övertaget av dödsätarna. Dödsätarna har också en tro eller en idé om att den sista fienden som skall övervinnas är döden själv. Svart magi involverar ofta att övervinna döden eller lura den. Exempelvis genom horrokruxer, dödsrelikerna och den trolldryck som Lord Voldemort använde i den fjärde boken för att skapa en ny kropp åt sin själ.

## Motståndsrörelser
Trolldomsministeriet har en grupp arbetare, som är kända som Aurorer. En grupp, vilken består av några av de skickligaste trollkarlarna i hela trollkarlsvärlden. Aurorerna kan jaga och tillfångata onda trollkarlar (och om det behövs även döda). Det finns även en organisation, Fenixorden, som faktiskt innehåller ett par Aurorer, som kämpar mot Lord Voldemort och hans dödsätare. Fenixorden arbetar på en hemligare nivå, och placerar spioner bland dödsätarna. I Harry Potters femte skolår, startar han tillsammans med sina vänner Ron Weasley och Hermione Granger en organisation som kallar sig Dumbledores Armé. Den här organisationen startade som en rebellgrupp, där medlemmarna blev lärda i Försvar mot Svartkonster i hemlighet av Harry Potter. Gruppen lärde sig även, som Hermione berättade i organisationens första möte, metoder att bekämpa Lord Voldemort och hans dödsätare. Sedan var några av medlemmarna från Dumbledores Armé med och hjälpte Harry att bekämpa dödsätarna i Mysterieavdelningen, då samma medlemmar av Dumbledores Armé var med och kämpade, som sedan skulle vara med vid slaget om Hogwarts.

## Samarbetsorganisationer

### Snappare
Gruppens medlemmar tjänar pengar på att fånga mugglarfödda trollkarlar och blodsförrädare för att därefter överlämna dem till Trolldomsministeriet. Som hjälpmedel har de stöd från ministeriet och Dödsätarna, som skapat ett förbud att säga Voldemorts namn. Gruppen omnämns först av Ron Weasley i sjunde boken, efter att ett antal snappare, inklusive Fenrir Grårygg, försökt tillfångata honom. Senare i boken lyckas de tillfångata Ron Weasley, Harry Potter och Hermione Granger, och föra dem till Malfoys herrgård.

## Kända kollaboratörer
- Ludovic Bagman - Jobbade med Rookwood utan att riktigt förstå vad han höll på med, blev frikänd. Han blev lurad av Rookwood.
- Professor Quirrell - Först på protagonisternas sida, men förleddes av Voldemort. Försökte stjäla De vises sten, men dog under försöket. Han spelas i filmerna av Ian Hart.
- Fenrir Grårygg - varulv. Fenrir bär skulden för att ha gjort Remus Lupin till varulv.